# Mouvement impérial russe

Drapeau de la Légion impériale russe.

Le Mouvement impérial russe est une organisation paramilitaire russe d'extrême droite, ultranationaliste et suprémaciste blanche,, qui opère à partir de la Russie,,,.
En 2015, le chef de l'organisation est Stanislav Vorobiev,. Le Mouvement impérial russe est considéré comme une organisation terroriste par les États-Unis, et le Canada. Certaines de ses publications ont été interdites en Russie.

## Historique
Le Mouvement impérial russe (MIR) est fondé à Saint-Pétersbourg en 2002 par Stanislav Vorobiev.
En 2008, le MIR forme sa branche paramilitaire, appelée la Légion impériale russe, qui est dirigée par Denis Vallioullovitch Gariev depuis au moins 2014, et appelle les « jeunes orthodoxes » à se consacrer à la défense de la Nouvelle-Russie. Le groupe maintient deux centres d'entraînement à Saint-Pétersbourg, dont l'un est connu sous le nom de camp Partizan, situé au sud de l'île de Heinäsenmaa (ru). Le Partizan organise un entraînement à la guerre urbaine, un entraînement au tir, une médecine tactique, un entraînement à haute altitude, une psychologie militaire et un entraînement à la survie,,. Après le début de la guerre du Donbass dans l'est de l'Ukraine en avril 2014, le MIR commence à former et à envoyer des soldats volontaires aux groupes pro-russes dans le conflit en juillet. Certains membres de la Légion impériale travaillent également comme mercenaires au Moyen-Orient et en Afrique du Nord. Le 30 janvier 2020, il est signalé que Vladimir Skopinov, qui a également combattu dans le Donbass et en Syrie, est mort en Libye. Il est le deuxième membre de la Légion à mourir en Libye.
Le MIR fait partie d'un groupe plus large de groupes « orthodoxes politiques » d'extrême droite en Russie qui promeuvent la restauration de la monarchie (en particulier, en idolâtrant le passé tsariste de la Russie) et s'inspirent des Cent-Noirs violents et antisémites de la Russie du début du XXe siècle. D'autres au sein du mouvement incluent les groupes « Pour la foi et la patrie (en) » et la résurgence moderne de « l'Union du peuple russe ». Les sites Web liés au MIR professent l'antisémitisme. Le mouvement ne reconnaît pas l'existence de l'Ukraine.
Le 6 avril 2020, le Département d'État américain ajoute le Mouvement impérial russe et trois de ses dirigeants (Stanislav Anatolievitch Vorobiev, Denis Vallioullovitch Gariev, et Nikolaï Nikolaïevitch Trouchtchalov) à la liste des terroristes mondiaux spécialement désignés, ce qui en fait le premier groupe suprémaciste blanc à être désigné organisation terroriste par le département d'État. Le groupe est officiellement désigné comme groupe terroriste au Canada le 3 février 2021,.
Selon le département d'État américain, le MIR fournit une formation de type paramilitaire à des extrémistes dans toute l'Europe et y exploite deux centres de formation.

## Hors de Russie

### Suède
En 2008, le MIR se rend en Suède afin d'assister à la journée de commémoration de Charles XII à Stockholm avec le Parti des Suédois (en) néonazi. À l'automne 2015, il est noté que le MIR a apporté son soutien au Mouvement de résistance suédois (MRS), et que le chef du MIR, Vorobiev, a rendu visite au SMR en Suède.
Le 26 janvier 2020, un Russe nommé Anatoli Oudodov est arrêté à l'aéroport d'Arlanda après que la police a découvert une cache d'armes lui appartenant. La police suédoise lui a confisqué de nombreuses armes à feu l'été précédent en raison de ses liens avec le MRS. Oudodov est décrit comme le représentant du MIR en Suède par Vorobiev et les enquêteurs pensent qu'il est le recruteur local des camps d'entraînement du MIR. Selon la police suédoise, Oudodov est ami avec un terroriste condamné, Viktor Melin, 23 ans. Melin faisait partie d'un groupe de néonazis suédois qui s'est rendu en Russie pour y suivre un entraînement militaire et qui, à son retour, s'est rendu responsable d'une série d'attentats à la bombe contre des minorités et des ennemis politiques. Le MIR a également fourni un entraînement paramilitaire à des néonazis allemands, finlandais et polonais. Les néonazis finlandais ont été recrutés par Johan Bäckman (en) et Janus Putkonen (en) qui sont alignés sur le parti pro-russe local,,,.

### Autriche
Le MIR est affilié à l'Alliance noire-jaune d'Autriche. Ainsi, le 9 novembre 2019, Vorobiev est invité et participe au congrès de l'organisation, qui s'est tenu au Parkhotel Schönbrunn, une maison d'hôtes du palais de l'empereur François-Joseph Ier. Le même mois, un représentant du MIR tient un discours lors d'une conférence internationale à Madrid qui est organisée par le parti politique espagnol d'extrême droite « Démocratie nationale » et à laquelle participaient les membres de l'Alliance pour la paix et la liberté. Les deux groupes sont qualifiés de néonazis. En mai 2018, les Junge Nationaldemokraten allemands organisent un rassemblement à Riesa, en Allemagne, auquel des représentants du MIR participent avec des organisations apparentées telles que l'Action serbe néonazie et l'Union nationale bulgare (en).

### Espagne
Le 29 avril 2020, le ministère espagnol de l'Intérieur reçoit un rapport de renseignement qui indique que le MIR incite ses contacts d'extrême droite en Espagne à commettre des actes de terreur, comme attaquer les infrastructures, le système de transport et utiliser des armes chimiques contre le public.

### Allemagne
Le 5 juin 2020, le magazine allemand Focus rapporte que les services de sécurité allemands sont au courant de la formation de néonazis allemands en Russie. Cependant, ils ne peuvent pas interdire aux Allemands de se rendre à Saint-Pétersbourg pour des raisons juridiques. Les autorités supposent que le président russe Vladimir Poutine est au courant de l'existence de ces camps et « les tolère au moins »,. Le Centre international de lutte contre le terrorisme décrit la relation entre le MIR et le gouvernement russe comme une « symbiose contradictoire » ; tant qu'il ne commet pas d'actes terroristes sur le territoire national, il est libre d'opérer et de proposer des formations aux militants et d'envoyer des troupes dans des conflits à l'étranger dans lesquels la Russie a des intérêts. En 2022, le gouvernement allemand vérifie que des membres de l'organisation de jeunesse allemande du NPD « Jeunes nationalistes » et du groupe néonazi allemand « Troisième voie » se sont entraînés en Russie dans ce centre.

### États-Unis
Selon une enquête qui est menée par Infobae, une nouvelle cellule de la division Atomwaffen reçoit une formation de ce groupe. Les citoyens des États-Unis qui sont affiliés au groupe y auraient également pris part,. Plus tard, le directeur du National Counterterrorism Center, Christopher Miller, confirme que les néonazis américains ont eu des contacts avec le MIR ; plus précisément, à de précédentes occasions, ils se sont rendus en Russie pour s'entraîner avec le groupe, cependant Miller décrit ces connexions comme étant « relativement lâches et informelles ». Le chef de la division Atomwaffen, Kaleb Cole, aurait été l'un des Américains formé par le MIR. Les liens entre Atomwaffen et le MIR remontent à 2015, lorsque Brandon Russell (en) rencontre les dirigeants du MIR. De plus, les deux groupes adhèrent à l'accélérationnisme de James Mason. Selon le Center for International Security and Cooperation : « Alors que le MIR a établi de manière agressive des liens avec des groupes suprématistes blancs européens, ses contacts avec des organisations américaines ont historiquement eu lieu sur une base personnelle - plutôt que formelle ou institutionnelle. À partir de 2020, ce schéma pourrait changer, étant donné la relation présumée du MIR avec la filiale russe du groupe néonazi Atomwaffen Division ».